# Ken Aston
Kenneth George "Ken" Aston (1. september 1915 – 23. oktober 2001) var en engelsk fodbolddommer, skolelærer og soldat. 
Aston tilskrives udviklingen af det gule og det røde kort i fodbold. Idéen opstod på baggrund af trafiksignalernes gule og røde lys, der hhv. signalerer "pas på" og "stop".